# 科靈斯伍德 (新澤西州)
科靈斯伍德（英語：Collingswood）是位於美國新澤西州康登縣的自治市鎮。

## 人口
根據2020年美國人口普查的數據，科靈斯伍德的面積為5.01平方千米，當中陸地面積為4.74平方千米，而水域面積為0.27平方千米。當地共有人口14186人，而人口密度為每平方千米2,832人。